# Aleksander Müller

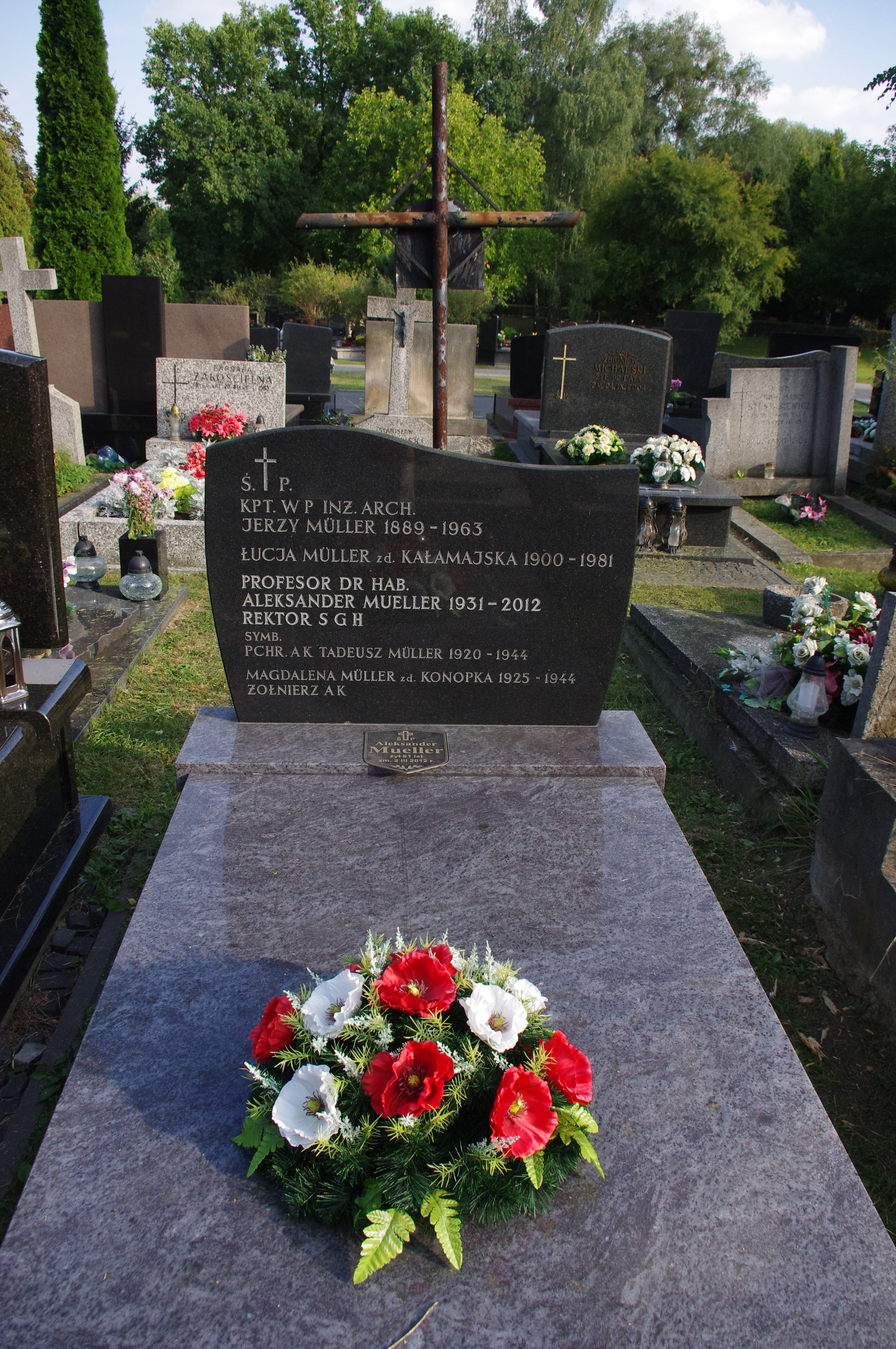
Grób Aleksandra Müllera na Cmentarzu Wojskowym na Powązkach

Aleksander Müller (ur. 11 stycznia 1931 w Gdyni, zm. 2 marca 2012 w Warszawie) – polski ekonomista, profesor, rektor SGPiS w latach 1990–1991 i rektor Szkoły Głównej Handlowej w Warszawie (po zmianie nazwy z SGPiS) w latach 1991–1993.

## Życiorys
Jako harcerz Szarych Szeregów wziął udział w powstaniu warszawskim. Po klęsce powstania więziony był w obozie Bergen-Belsen.
W 1951 roku został asystentem w Zakładzie Ekonomii Politycznej SGPiS. W 1964 roku uzyskał stopień doktora, a w 1974 roku – stopień doktora habilitowanego. W 1993 roku uzyskał tytuł profesorski.
Wykładał także na Uczelni Łazarskiego i Politechnice Warszawskiej.
Odznaczony był Krzyżem Kawalerskim Orderu Odrodzenia Polski, Złotym Krzyżem Zasługi, Krzyżem Armii Krajowej i Warszawskim Krzyżem Powstańczym.